# L'École des femmes

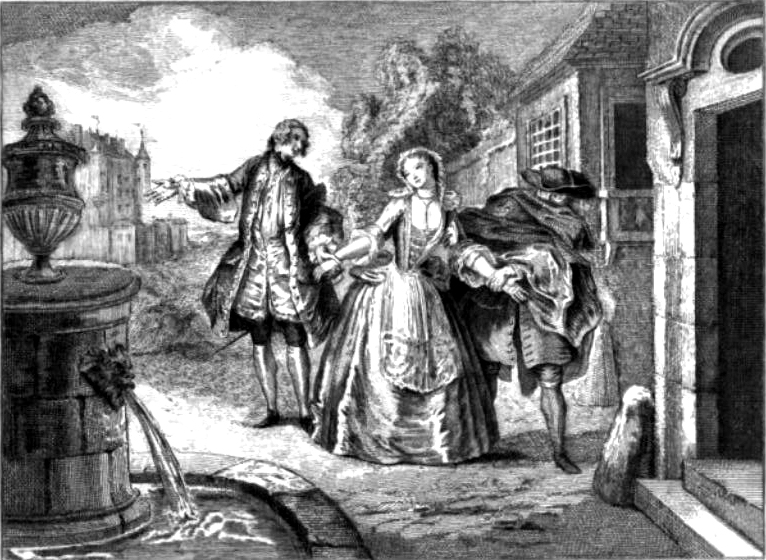
Voorpagina van L'École des femmes— gravure uit 1719

L'École des femmes (vertaling: De leerschool der vrouwen) is een komedie van Molière. Het stuk bestaat uit vijf akten die in totaal 1779 verzen bevatten, waarvan er 1737 alexandrijnen zijn.
Het stuk werd op 26 december 1662 voor het eerst opgevoerd in het Palais-Royal. Aanvankelijk lokte het stuk veel verontwaardigde reacties uit, waarop Molière in een nieuw toneelstuk, La Critique de l'École des femmes, probeerde de bedoeling van zijn typische stijl te verklaren. In dat laatste stuk speelde Molière zichzelf.

## Inhoud
Arnolphe – een 42-jarige heer die uit ijdelheid zijn naam heeft veranderd in de la Souche – wil trouwen, hoewel hij tegelijkertijd bang is door een listige vrouw te worden bedrogen. Hij besluit te trouwen met de 17-jarige Agnès, een zeer onnozel en naïef meisje dat sinds haar vierde op kosten van Arnolphe in volledige afzondering in een klooster is opgevoed. Bijgevolg weet Agnès niets over het echte leven.
Horace, de zoon van een goede vriend van Arnolphe, is verliefd geworden op Agnès. Hij slaagt er dankzij de onoplettendheid van Arnolphes bedienden Alain en Georgette in om een ontmoeting met haar te hebben. Wanneer Arnolphe Agnès later ondervraagt, blijkt zij in de waan te verkeren dat ze met Horace zal trouwen. Arnolphe besluit daarop zijn huwelijk met Agnès zo snel mogelijk te voltrekken. Ook geeft hij aan zijn bedienden de opdracht Horace met alle mogelijke middelen uit de buurt te houden. Horace ontsnapt later ternauwernood aan de dood nadat hij eerst is teruggekomen om Agnès te ontvoeren, waarop Agnès besluit zelf te vluchten en zich met haar geliefde te verenigen. Horace brengt het meisje echter weer terug naar Arnolphe, zonder te weten dat dit dezelfde persoon is als de meneer de la Souche voor wie hij zich eerder moest verbergen. Agnès wil nu echter niets meer met haar meester te maken hebben.
Wanneer een andere vriend van Arnolphe, Enrique, terugkeert van een reis naar Amerika, blijkt dat hij Agnès' vader is. Horaces vader Oronte besluit daarop zijn zoon aan Agnès uit te huwelijken, dit alles tot grote woede van Arnolphe.

## Rollen
| Acteurs en actrices die de rollen creëerden                | Acteurs en actrices die de rollen creëerden |
| Personage                                                  | Acteur of actrice                           |
| ---------------------------------------------------------- | ------------------------------------------- |
| Arnolphe, Monsieur de la Souche                            | Molière                                     |
| Agnès, meisje dat door Arnolphe in afzondering is opgevoed | Catherine Leclerc du Rosé                   |
| Horace, minnaar van Agnes                                  | Charles Varlet                              |
| Alain, boer en bediende van Arnolphe                       | Guillaume Marcoureau                        |
| Georgette, boerin en bediende van Arnolphe                 | Madeleine Béjart of Mademoiselle La Grange  |
| Chrysalde, vriend van Arnolphe                             | L'Espy                                      |
| Enrique, schoonbroer van Chrysalde                         |                                             |
| Oronte, vader van Horace en vriend van Arnolphe            |                                             |
| Een notaris                                                | Edme Villequin                              |

## Bewerkingen
- Vertaling 1753 Het school voor de vrouwen (eerste druk 1701)
- In 1964 werd er een op dit toneelstuk gebaseerde off-Broadway-musical gemaakt, The Amorous Flea.